# تلنگیت‌ها
تلنگیتها مردم ترک‌تباری که در جمهوری آلتایی یکی از جمهوری خودمختار روسیه زندگی می‌کنند. زبان این مردم یکی از لهجه‌های زبانهای التایی است.